# Nikola Gligorov
Nikola Gligorov (mazedonisch Никола Глигоров; * 15. August 1983 in Skopje, SFR Jugoslawien) ist ein ehemaliger nordmazedonischer Fußballspieler und heutiger Trainer.

## Als Spieler

### Verein
Der Mittelfeldspieler stammt aus der Jugend von Vardar Skopje und wechselte von dort zum FK Cementarnica 55, wo er 2003 den mazedonischen Pokal gewann. Dann kehrte er wieder zu Vadar zurück, spielte zwischenzeitlich leihweise für FK Bežanija in Serbien und wechselte 2007 zum Stadtrivalen Rabotnički Skopje. Mit dem Verein holte er die nationale Meisterschaft. Vardar Skopje und erneut Rabotnički waren die Stationen der nächsten drei Jahre, ehe er nach Zypern ging. Zwei Spielzeiten verbrachte Gligorov bei Alki Larnaka und wechselte dann zum FK Xəzər Lənkəran nach Aserbaidschan. Von 2014 bis 2018 erfolgte ein viertes Gastspiel bei Vardar Skopje und nach der Saison 2018/19 bei Ethnikos Achnas beendete der Spieler seine aktive Karriere.

### Nationalmannschaft
Neben Einsätzen in diversen mazedonischen Jugendauswahlen bestritt Gligorov von 2010 bis 2016 auch insgesamt 25 Partien für die A-Nationalmannschaft.

### Erfolge
- Mazedonischer Pokalsieger: 2003, 2007, 2008
- Mazedonischer Meister: 2008, 2015, 2016, 2017
- Mazedonischer Superpokalsieger: 2015

## Als Trainer
Nachdem er 2019 als Jugendtrainer bei Vardar Skopje begann und in zur folgenden Saison als Co-Trainer der Profimannschaft aufstieg, gab ihm der Verein am 20. September 2021 das Vertrauen als Cheftrainer zu arbeiten.